# Piton de Grande Anse
Pour les articles homonymes, voir Grand Anse.
Le piton de Grande Anse est un petit sommet côtier de l'île de La Réunion, département d'outre-mer français dans le sud-ouest de l'océan Indien. Partie du massif du Piton de la Fournaise, il est situé sur le littoral sud de l'île, où il relève du territoire de la commune de Petite-Île. Culminant à 85 mètres d'altitude, il constitue un cap qui surplombe la Grande Anse située au nord-ouest. Le site est protégé par le Conservatoire du littoral.